# Orthophytum
Orthophytum ist eine Pflanzengattung in der Unterfamilie Bromelioideae, die zur Familie der Bromeliengewächse (Bromeliaceae) gehört.

## Beschreibung

### Vegetative Merkmale
Orthophytum-Arten wachsen als immergrüne, ausdauernde krautige Pflanzen, sie meistens etwas xerophytisch. Die meisten Orthophytum-Arten sind relativ klein (Rosettendurchmesser 15 bis 30 Zentimetern, selten mehr). Die derben, parallelnervigen Laubblätter sitzen an einer gestauchten Hauptachse in einer grundständigen Rosette. Die Blätter sind durch einen gezähnten Blattrand leicht bewehrt. Das dekorativste an den Orthophytum-Arten sind ihre manchmal gewellten, oft schön gezeichneten (gemusterten) Blätter. Die Blätter besitzen mindestens an der Blattunterseite Saugschuppen. Blätter und Hochblätter können bei viel Sonneneinstrahlung mehr oder weniger intensiv rot gefärbt sein.

### Generative Merkmale
Am Blütenstandsschaft sitzen Blätter, die den Grundblättern ähnlich sind, nur etwas kleiner. Endständig auf dem Schaft sitzt ein kopfiger, ähriger Blütenstand, der dem Schopf einer Ananas sehr ähnlich sieht, darin sitzen einzeln zwischen den laubblattähnlichen Tragblättern einzeln die Blüten. Bei wenigen Arten sind die Blütenstände sitzend (nistend) wie bei Cryptanthus; zum Beispiel: Orthophytum saxicola.
Die kleinen Blüten sind radiärsymmetrisch und dreizählig. Die drei meistens weißen Kronblätter sind bis zu ihrer Basis frei. Nur die zwei Arten Orthophytum duartei und Orthophytum supthutii besitzen gelb-orange Kronblätter. Jedes Kronblatt besitzt an seiner Basis zwei Schüppchen (Ligulae). Es sind zwei Kreise mit je drei Staubblättern vorhanden. Drei Fruchtblätter sind zu einem unterständigen Fruchtknoten verwachsen. Der Griffel endet in einer dreilappigen Narbe.
Die Blütenformel lautet {\displaystyle \star \;K_{(3)}\;C_{3}\;A_{3+3}\;G_{\overline {(3)}}}.
Es werden Beeren gebildet.

## Systematik und Verbreitung
Die Gattung Orthophytum wurde 1854 durch Joseph Georg Beer in Flora, 37, S. 347 aufgestellt. Der botanische Name der Gattung Orthophytum leitet sich von den griechischen Worten ortho für aufrecht, gerade und phytum für Pflanze ab.
Ihre Areale liegen nur in den Trockengebieten im östlichen Brasilien. Es sind überwiegend terrestrisch oder lithophytisch (auf Felsen, zum Beispiel Orthophytum itambense) lebende Arten.
| Es gibt etwa 67 Orthophytum-Arten (Stand 2021): |
| - Orthophytum alagoanum Leme & A.P.Fontana: Sie wurde 2011 aus dem brasilianischen Bundesstaat Alagoas erstbeschrieben. - Orthophytum alvimii W.Weber: Sie gedeiht in Höhenlagen von etwa 200 Metern nur im brasilianischen Bundesstaat Bahia. - Orthophytum arcanum Leme: Sie wurde 2020 aus dem brasilianischen Bundesstaat Minas Gerais erstbeschrieben. - Orthophytum argentum Louzada & Wand. (Syn.: Orthophytum toscanoi subsp. atropurpureum Braun & Esteves): Sie wurde 2011 aus dem brasilianischen Bundesstaat Bahia erstbeschrieben. Sie gedeiht lithophytisch auf Quarzit-Aufschlüssen im „Campos rupestres“ meist in der Nähe von Fließgewässern oder an schattigen Standorten oder selten an offenen Standorten in Höhenlagen von 1000 bis 1300 Metern. - Orthophytum atalaiense J.A.Siqueira & Leme: Sie wurde 2007 aus dem brasilianischen Bundesstaat Alagoas erstbeschrieben. Sie gedeiht lithophytisch in Höhenlagen von etwa 500 Metern. - Orthophytum benzingii Leme & H.Luther: Sie wurde 1998 aus dem brasilianischen Bundesstaat Minas Gerais erstbeschrieben. Sie gedeiht lithophytisch in Höhenlagen von etwa 450 Metern. - Orthophytum boudetianum Leme & L.Kollmann: Sie wurde 2007 aus dem brasilianischen Bundesstaat Espírito Santo erstbeschrieben. Sie gedeiht in kleinen Gruppen in voller Sonne auf dünnen Ansammlungen organischer Substrate auf Granit-Aufschlüssen in hochgelegenen Gebieten des Mata Atlântica in Höhenlagen von 1050 bis 1100 Metern. - Orthophytum braunii Leme: Sie gedeiht lithophytisch nur im brasilianischen Bundesstaat Bahia sowie Minas Gerais. - Orthophytum brejoense Leme: Sie wurde 2020 aus dem brasilianischen Bundesstaat Bahia erstbeschrieben. - Orthophytum buranhense Leme & A.P.Fontana: Sie wurde 2010 aus Brasilien erstbeschrieben. Sie gedeiht lithophytisch in Höhenlagen von 360 bis 490 Metern nur im brasilianischen Bundesstaat Bahia. - Orthophytum catingae Leme: Sie wurde 2010 aus Brasilien erstbeschrieben. Sie gedeiht terrestrisch auf Sandböden in semi-ariden Gebieten in Höhenlagen von etwa 230 Metern in den brasilianischen Bundesstaaten Bahia sowie Alagoas. - Orthophytum cearense Leme & F.Monteiro: Sie wurde 2010 aus dem brasilianischen Bundesstaat Ceará erstbeschrieben. Sie gedeiht terrestrisch und wurde nur zwischen Felsaufschlüssen in Restbestände von gestörten tropischen laubabwerfenden Sekundärwald in Höhenlagen von etwa 1140 Metern gefunden. - Orthophytum compactum L.B.Sm.: Sie gedeiht an Felshängen in Höhenlagen von etwa 1200 Metern nur im brasilianischen Bundesstaat Minas Gerais. - Orthophytum conquistense Leme & M.Machado: Sie wurde 2006 aus dem brasilianischen Bundesstaat Bahia erstbeschrieben. Sie gedeiht lithophytisch auf flachen magmatischen Konglomeratfelsen in Höhenlagen von etwa 800 Metern. - Orthophytum cristaliense Leme: Sie wurde 2020 aus dem brasilianischen Bundesstaat Minas Gerais erstbeschrieben. - Orthophytum diamantinense Leme: Sie wurde 2008 aus dem brasilianischen Bundesstaat Minas Gerais erstbeschrieben. Sie gedeiht terrestrisch in Ansammlungen von organischen Material zwischen Felsen und in Felsspalten in voller Sonne oder öfter unter Sträuchern geschützt in Höhenlagen von etwa 1100 Metern. - Orthophytum disjunctum L.B.Sm. (Syn.: Orthophytum disjunctum var. minus L.B.Sm.): Es gibt nur noch fünf Varietäten: - Orthophytum disjunctum var. angustobracteatum Rauh: Sie gedeiht terrestrisch auf Sand in Höhenlagen von etwa 500 Metern nur bei Iacquariti im brasilianischen Bundesstaat Minas Gerais. - Orthophytum disjunctum L.B.Sm. var. disjunctum: Sie gedeiht auf Felshügeln in Höhenlagen von etwa 450 Metern in den nordöstlichen brasilianischen Bundesstaaten Pernambuco sowie Alagoas. - Orthophytum disjunctum var. striatum Rauh: Sie gedeiht an Felsen in Brasilien. - Orthophytum disjunctum var. variegatum Rauh: Sie gedeiht in Höhenlagen von etwa 800 Metern nur im brasilianischen Bundesstaat Minas Gerais. - Orthophytum disjunctum var. viridiflorum Rauh: Sie kommt nur im brasilianischen Bundesstaat Minas Gerais vor. - Orthophytum duartei L.B.Sm.: Sie bildet Bestände und ist mit anderen Bromeliaceae oder mit Velloziaceae vergesellschaftet. Sie kommt in den brasilianischen Bundesstaaten Espírito Santo sowie Minas Gerais vor. - Orthophytum eddie-estevesii Leme: Sie wurde 2000 aus dem brasilianischen Bundesstaat Minas Gerais erstbeschrieben. Sie gedeiht terrestrisch auf felsigen Böden oder lithophytisch im „Campos rupestres“ im Grasland in Höhenlagen von etwa 1300 Metern. - Orthophytum elegans Leme: Sie wurde 2010 aus dem brasilianischen Bundesstaat Minas Gerais erstbeschrieben. Sie gedeiht terrestrisch in Höhenlagen von 310 bis 340 Metern. - Orthophytum erigens Leme: Sie wurde 2010 aus dem brasilianischen Bundesstaat Bahia erstbeschrieben. Sie gedeiht terrestrisch. - Orthophytum estevesii (Rauh) Leme (Syn.: Orthophytum fosterianum var. estevesii Rauh): Über sie ist wenig bekannt. Sie gedeiht lithophytisch. - Orthophytum falconii Leme: Sie wurde 2003 aus dem brasilianischen Bundesstaat Bahia erstbeschrieben. Sie gedeiht terrestrisch. - Orthophytum foliosum L.B.Sm.: Sie gedeiht an Kalkfelsen in den brasilianischen Bundesstaaten Espírito Santo sowie Minas Gerais. - Orthophytum formosense Leme: Sie wurde 2020 aus dem brasilianischen Bundesstaat Minas Gerais erstbeschrieben. - Orthophytum fosterianum L.B.Sm.: Sie kommt nur im brasilianischen Bundesstaat Espírito Santo vor und wurde anhand eines kultivierten Exemplars erstbeschrieben. - Orthophytum glabrum (Mez) Mez: Sie gedeiht an Hängen nur im brasilianischen Bundesstaat Minas Gerais. - Orthophytum gouveianum Leme & O.B.C. Ribeiro: Sie wurde 2020 aus dem brasilianischen Bundesstaat Minas Gerais erstbeschrieben. - Orthophytum graomogolense Leme & C.C.Paula: Sie wurde 2008 aus dem brasilianischen Bundesstaat Minas Gerais erstbeschrieben. Dieser Endemit wurde bisher nur in Grão-Mogol in der Nähe der Kreuzung mit der Straße nach Cristália am Rand des Flusses Itacambiraçú in der Nähe der Brücke gefunden. Er gedeiht terrestrisch auf on sandigen Böden zwischen Quarzitfelsen im „Campos Rupestres“ in einer Höhenlage von etwa 650 Meter. - Orthophytum grossiorum Leme & Paula: Sie wurde 2003 aus dem brasilianischen Bundesstaat Minas Gerais erstbeschrieben. Sie wurde bisher nur an der Straße von Teofilo Otoni nach Nanuque, Carlos Chagas, Caladao in Höhenlagen von etwa 254 Metern gefunden. - Orthophytum guaratingense Leme & L.Kollmann: Sie wurde 2010 aus dem brasilianischen Bundesstaat Bahia erstbeschrieben. Dieser Endemit gedeiht in einer Höhenlage von etwa 320 Meter in dicht zusammenstehenden, kleinen Gruppen in voller Sonne lithophytisch auf Granitfelsen mit einer sehr dünnen Schicht von organischen Substrat. Sie ist vergesellschaftet mit großen Gruppen von Aechmea- sowie Alcantarea-Arten, die für beschattete Bedingungen sorgen. Am Fundort gibt es von Orthophytum guaratingense sowohl Pflanzengruppen mit grünen als rötlichen Laubblättern. - Orthophytum gurkenii Hutchison: Sie kommt nur im brasilianischen Bundesstaat Minas Gerais vor. - Orthophytum harleyi Leme & M.Machado: Sie wurde 2006 aus dem brasilianischen Bundesstaat Bahia erstbeschrieben. Sie gedeiht lithophytisch in Höhenlagen von etwa 700 Metern. - Orthophytum horridum Leme: Sie wurde 2004 aus dem brasilianischen Bundesstaat Minas Gerais erstbeschrieben und gedeiht lithophytisch. - Orthophytum jabrense G.S.Baracho & J.A.Siqueira: Sie wurde 2004 aus dem brasilianischen Bundesstaat Paraíba erstbeschrieben. Sie gedeiht lithophytisch in Höhenlagen von 800 bis 1200 Metern. - Orthophytum jacaraciense Leme: Sie wurde 2010 aus dem brasilianischen Bundesstaat Bahia erstbeschrieben. Sie gedeiht terrestrisch an etwas sonnigen Standorten am Rand einer Strauchvegetation an Inlandsdünen auf Weißsand-Böden, die sich über Quarzitgestein gebildet haben, in Höhenlagen von 900 bis 1000 Metern. - Orthophytum lanuginosum Leme & Paula: Sie wurde 2005 aus dem brasilianischen Bundesstaat Minas Gerais erstbeschrieben und gedeiht lithophytisch. - Orthophytum lemei E.Pereira & I.A.Penna: Sie kommt nur im brasilianischen Bundesstaat Bahia vor. - Orthophytum leprosum (Mez) Mez: Sie gedeiht terrestrisch oder lithophytisch auf felsigen Hängen in den brasilianischen Bundesstaaten Bahia sowie Minas Gerais. - Orthophytum lucidum Leme & H.Luther: Sie wurde 1999 aus dem brasilianischen Bundesstaat Minas Gerais erstbeschrieben. Dieser Endemit gedeiht lithophytisch in Höhenlagen von etwa 300 Metern. - Orthophytum lymanianum E.Pereira & I.A.Penna: Sie kommt nur im brasilianischen Bundesstaat Bahia vor. - Orthophytum macroflorum Leme & M.Machado: Sie wurde 2006 aus dem brasilianischen Bundesstaat Bahia erstbeschrieben. Dieser Endemit gedeiht lithophytisch in Höhenlagen von etwa 800 Metern. - Orthophytum magalhaesii L.B.Sm.: Sie gedeiht auf Felsen nur im brasilianischen Bundesstaat Minas Gerais. - Orthophytum maracasense L.B.Sm.: Sie gedeiht in Höhenlagen von etwa 900 Metern in den brasilianischen Bundesstaaten Bahia sowie Minas Gerais. - Orthophytum mello-barretoi L.B.Sm.: Sie gedeiht zwischen Felsen in Höhenlagen von etwa 1400 Metern nur im brasilianischen Bundesstaat Minas Gerais. - Orthophytum minimum Leme & O.B.C. Ribeiro: Sie wurde 2020 aus dem brasilianischen Bundesstaat Minas Gerais erstbeschrieben. - Orthophytum piranianum Leme & C.C.Paula: Sie wurde 2008 aus dem brasilianischen Bundesstaat Minas Gerais erstbeschrieben. Sie wurde bisher nur terrestrisch auf sandigen bis steinigen Böden oder Ansammlungen organischen Materials auf Sandsteinfelsen im „Campos Rupestres“ in voller Sonne oder etwas durch Sträucher beschattet wachsend in Höhenlagen von etwa 920 Metern gefunden. - Orthophytum pseudostoloniferum Leme & L.Kollmann: Sie wurde 2010 aus dem brasilianischen Bundesstaat Espírito Santo erstbeschrieben. Sie wurde bisher nur an schattigen, feuchten Standorten in der Nähe eines Wasserfalles im Mata Atlântica in Höhenlagen von etwa 300 Metern gefunden, sie bildet dichte große Gruppen meist lithophytisch auf Felsen, seltener auf dem Waldboden. - Orthophytum pseudovagans Leme & L.Kollmann: Sie wurde 2007 aus dem brasilianischen Bundesstaat Espírito Santo erstbeschrieben. Sie gedeiht lithophytisch in dichten großen Beständen im Schatten oder in saisonal feuchten Wäldern. Sie wurde bisher nur in niedrigen Höhenlagen von etwa 250 Metern in etwas offenen Wäldern mit 5 bis 6 Meter hohen Bäumen gefunden. - Orthophytum riocontense Leme: Sie wurde 2006 anhand eines kultivierten Exemplars beschrieben. Sie gedeiht lithophytisch in Höhenlagen von etwa 700 Metern nur im brasilianischen Bundesstaat Bahia. - Orthophytum roseolilacinum Leme: Sie wurde 2015 aus dem brasilianischen Bundesstaat Minas Gerais erstbeschrieben. - Orthophytum rubiginosum Leme: Sie wurde 2006 aus dem brasilianischen Bundesstaat Espírito Santo erstbeschrieben. Sie wurde bisher nur lithophytisch wachsend in Höhenlagen von etwa 150 Metern gefunden. - Orthophytum rubrum L.B.Sm.: Sie kommt nur im brasilianischen Bundesstaat Bahia vor. - Orthophytum sanctum L.B.Sm.: Dieser Endemit gedeiht in Höhenlagen von etwa 900 Metern nur im brasilianischen Bundesstaat Espírito Santo. - Orthophytum santaritense Leme, S. Heller & Zizka: Sie wurde 2017 aus dem brasilianischen Bundesstaat Minas Gerais erstbeschrieben. - Orthophytum santosianum Leme: Sie wurde 2020 aus dem brasilianischen Bundesstaat Bahia erstbeschrieben. - Orthophytum saxicola (Ule) L.B.Sm. (Syn.: Orthophytum saxicola var. aloifolium O.Schwartz) Sie gedeiht lithophytisch in Höhenlagen von etwa 450 Metern nur im brasilianischen Bundesstaat Bahia. - Orthophytum schulzianum Leme & M.Machado: Sie wurde 2005 aus dem brasilianischen Bundesstaat Minas Gerais erstbeschrieben. Sie wurde bisher nur auf Felsen wachsend in einer Höhenlage von etwa 1260 Metern bei Diamantina gefunden. - Orthophytum striatifolium Leme & L.Kollmann: Sie wurde 2007 aus dem brasilianischen Bundesstaat Espírito Santo erstbeschrieben. Sie gedeiht lithophytisch im Mata Atlântica. - Orthophytum sucrei H.Luther: Sie wurde 1997 anhand eines kultivierten Exemplars erstbeschrieben. Sie gedeiht terrestrisch im brasilianischen Bundesstaat Bahia. - Orthophytum teofilo-otonense Leme & L.Kollmann: Sie wurde 2010 aus dem brasilianischen Bundesstaat Minas Gerais erstbeschrieben. Sie wurde bisher nur lithophytisch an etwas schrägen Granitfelsen in voller Sonne wachsend im Mata Atlântica in Höhenlagen von etwa 370 Metern gefunden. - Orthophytum toscanoi Leme: Sie wurde 2003 anhand eines kultivierten Exemplars, das aus dem brasilianischen Bundesstaat Bahia stammt, erstbeschrieben. Sie gedeiht terrestrisch oder lithophytisch. - Orthophytum triunfense J.A.Siqueira & Leme: Sie wurde 2007 anhand eines kultivierten Exemplars, das aus dem brasilianischen Bundesstaat Pernambuco stammt, erstbeschrieben. Sie gedeiht lithophytisch. - Orthophytum vagans M.B.Foster: Sie wurde anhand eines kultivierten Exemplars, das aus dem brasilianischen Bundesstaat Espírito Santo stammt, erstbeschrieben; mehr ist zu ihrem Fundort nicht bekannt. - Orthophytum vasconcelosianum Leme: Sie wurde 2015 aus dem brasilianischen Bundesstaat Minas Gerais erstbeschrieben. - Orthophytum viridissimum Leme: Sie wurde 2020 aus dem brasilianischen Bundesstaat Minas Gerais erstbeschrieben. - Orthophytum zanonii Leme: Sie wurde 2004 aus dem brasilianischen Bundesstaat Espírito Santo erstbeschrieben. Dieser Endemit gedeiht terrestrisch oder lithophytisch in Höhenlagen von etwa 300 Metern. |

Es wurden auch Gattungshybriden gekreuzt, zum Beispiel: ×Neophytum aus Neoregelia × Orthophytum.
| In eine neue Gattung Lapanthus Louzada & Versieux wurden 2010 zwei Arten gestellt: |
| - Orthophytum itambense Versieux & Leme → Lapanthus itambensis (Versieux & Leme) Louzada & Versieux - Orthophytum supthutii E.Gross & Barthlott → Lapanthus duartei (L.B.Sm.) Louzada & Versieux |

| Etwa elf Arten gehören in die 2016 reaktivierte Gattung Sincoraea Ule: |
| - Orthophytum albopictum Philcox → Sincoraea albopicta (Philcox) Louzada & Wand.: Sie gedeiht terrestrisch oder lithophytisch nur im brasilianischen Bundesstaat Bahia. - Orthophytum amoenum (Ule) L.B.Sm. → Sincoraea amoena Ule: Sie gedeiht lithophytisch nur im brasilianischen Bundesstaat Bahia. - Orthophytum burle-marxii L.B.Sm. & R.W.Read (Syn.: Orthophytum burle-marxii L.B.Sm. & R.W.Read var. burle-marxii, Orthophytum roseum Leme) → Sincoraea burle-marxii (L.B.Sm. & Read) Louzada & Wand.: Sie kommt in Brasilien vor. - Orthophytum hatschbachii Leme → Sincoraea hatschbachii (Leme) Louzada & Wand.: Sie gedeiht lithophytisch nur im brasilianischen Bundesstaat Bahia. - Orthophytum heleniceae Leme → Sincoraea heleniceae (Leme) Louzada & Wand.: Sie wurde 2004 aus dem brasilianischen Bundesstaat Bahia erstbeschrieben. Sie gedeiht lithophytisch in Höhenlagen von etwa 1300 Metern. - Orthophytum humile L.B.Sm. → Sincoraea humilis (L.B.Sm.) Louzada & Wand.: Sie gedeiht lithophytisch stellenweise häufig auf Felsen nur im brasilianischen Bundesstaat Minas Gerais. - Orthophytum mucugense Wanderley & Conceição → Sincoraea mucugensis (Wand. & A.A.Conc.) Louzada & Wand.: Sie wurde 2006 aus dem brasilianischen Bundesstaat Bahia erstbeschrieben. - Orthophytum navioides (L.B.Sm.) L.B.Sm. → Sincoraea navioides (L.B.Sm.) Louzada & Wand.: Dieser Endemit gedeiht an senkrechten Felsen über einem Fließgewässer in einer isolierten Schlucht nur im brasilianischen Bundesstaat Bahia. - Orthophytum ophiuroides Louzada & Wanderley → Sincoraea ophiuroides (Louzada & Wand.) Louzada & Wand.: Sie wurde 2006 aus dem brasilianischen Bundesstaat Bahia erstbeschrieben. - Orthophytum rafaelii Leme → Sincoraea rafaelii (Leme) Louzada & Wand.: Sie wurde 2011 aus dem brasilianischen Bundesstaat Bahia erstbeschrieben. Dieser Endemit gedeiht lithophytisch in Felsspalten von Felswänden im „Campos Rupestres“. - Orthophytum ulei Louzada & Wand. → Sincoraea ulei (Louzada & Wand.) Louzada & Wand.: Sie wurde 2010 aus dem brasilianischen Bundesstaat Bahia erstbeschrieben. Dieser Endemit gedeiht lithophytisch an trockenen Standorten meist in voller Sonne auf Felsen oder im steinigen Grasland in Höhenlagen von etwa 870 Metern. |

Weitere Änderungen in der Systematik erfolgten durch Leme et al. 2017 und Leme et al. 2020 mit insgesamt etwa elf neuen Arten.

## Nutzung
Einige Arten und Sorten werden in Spezialgärtnereien angebaut und so findet man sie ab und zu in Gartencentern und Blumengeschäften. Sie eignen sich sehr gut als Zimmerpflanzen, da sie sehr einfach zu pflegen sind und relativ klein sind. Da sie sehr robust sind, von den meisten Tieren nicht gefressen werden und völlig ungiftig sind, kann man sie für Terrarien sehr empfehlen. Die Vermehrung erfolgt durch Kindel.